# Greater Carrollwood
Greater Carrollwood és una concentració de població designada pel cens dels Estats Units a l'estat de Florida. Segons el cens del 2000 tenia 33.519 habitants.

## Demografia
Segons el cens del 2000, Greater Carrollwood tenia 33.519 habitants, 13.897 habitatges, i 9.158 famílies. La densitat de població era de 1.352,3 habitants/km².
Dels 13.897 habitatges en un 31,3% hi vivien nens de menys de 18 anys, en un 52% hi vivien parelles casades, en un 10,7% dones solteres, i en un 34,1% no eren unitats familiars. En el 26,8% dels habitatges hi vivien persones soles el 6,3% de les quals corresponia a persones de 65 anys o més que vivien soles. El nombre mitjà de persones vivint en cada habitatge era de 2,41 i el nombre mitjà de persones que vivien en cada família era de 2,95.
Per edats la població es repartia de la següent manera: un 23,8% tenia menys de 18 anys, un 7,3% entre 18 i 24, un 32,9% entre 25 i 44, un 25,2% de 45 a 60 i un 10,7% 65 anys o més.
L'edat mediana era de 37 anys. Per cada 100 dones de 18 o més anys hi havia 86,9 homes.
La renda mediana per habitatge era de 50.833 $ i la renda mediana per família de 61.223 $. Els homes tenien una renda mediana de 39.529 $ mentre que les dones 31.200 $. La renda per capita de la població era de 29.107 $. Entorn del 3,3% de les famílies i el 5% de la població estaven per davall del llindar de pobresa.

## Poblacions més properes
El següent diagrama mostra les poblacions més properes.